# 公民金融集團
公民金融集团公司（Citizens Financial Group, Inc.）是美国罗德岛州普罗维登斯的一家银行，在美国东部11的个州运营银行业务，有一千多家分行，它是美国的大型银行之一。

## 历史
它创立于1828年的普罗维登斯，当时名叫高街银行（High Street Bank），1871年开设公民储蓄银行（Citizens Savings Bank），后者后来收购了它的母公司，形成公民信托公司（Citizens Trust Company）。1985年，它从互助储蓄银行变为联邦股份储蓄银行。
1988年，它被苏格兰皇家银行集团收购。2008年5月，媒体曝光它被美国证券交易委员会调查，可能涉嫌引发次贷危机。当年银行产生了至少20亿美元坏账。
2008年，苏格兰皇家银行集团国有化。2012年，迫于公众要求苏格兰皇家银行集团关注国内市场的压力，它卖掉了公民金融集团在内的一系列外国资产。
2013年2月，苏格兰皇家银行集团宣布部分公民金融集团将以上市的办法脱离母公司，11月改称全部公民金融集团都会脱离。
2014年9月24日，它在纽交所上市。苏格兰皇家银行集团在2015年10月抛售掉它所持有的全部公民金融集团股份。
2015年，因公民金融集团没有把客户全部存款存入，消费者金融保护局等联邦机构对公民金融集团处以3500万美元的罚款。
2021年5月26日公民金融集團旗下公民銀行向美國滙豐銀行購入其在美國美國東岸的零售銀行，當中包括80家分行，涉及80萬個客戶戶口，以及網上銀行業務，截至3月底，这些账户有大约92亿美元存款和22亿美元未偿贷款。